# Aerva mozambicensis
Aerva mozambicensis är en amarantväxtart som beskrevs av Michel Gandoger. Aerva mozambicensis ingår i släktet Aerva och familjen amarantväxter. Inga underarter finns listade i Catalogue of Life.